# Forum för Småföretagsforskning
Forum för Småföretagsforskning (FSF) grundades 1994 som en nationell nätverksorganisation för brobyggande mellan teori och praktik om entreprenörskap och småföretag. 2009 ändrade FSF namn till Entreprenörskapsforum.